# Бостонски маратон
Бостонски маратон је најстарији маратон на свету, који се одржава на Дан Родољуба, сваког трећег понедељка у априлу у граду Бостону, САД. Први пут је одржан 1897. године, након успешног првог модерног маратона на Летњим олимпијским играма, одржаним 1896. године. Као најстарији маратон, Бостонски маратон спада у један од светских најпрестижнијих маратона. Просечна посећеност је око 20.000 регистрованих учесника, док је на стоту годишњицу било 38.000 регистрованих учесника.
Стаза Бостонског маратона не задовољава услове да би се рекорди на њој могли признати као светски, тако да резултат од 2 сата 3 минута и 2 секунде који је Кенијац Џефри Мутаи постигао 2011, није признат као најбржи маратон свих времена. Због различитих ветрова који дувају, сваке сезоне времена могу доста варирати, од овако брзих као 2011, па до неких која се сматрају веома спорим за маратон.
Бостонски маратон спада у шест "великих маратона" (Токио, Њујорк, Лондон, Берлин, Чикаго и Бостон). За учествовање је неопходно задовољити квалификациону границу.